# Релігія в Антарктиді

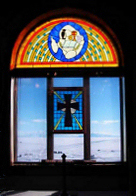
Церква снігів

В Антарктиді є щонайменше вісім культових будівель, що використовуються для богослужінь:
- Каплиця Святого рівноапостольного князя Володимира - православна каплиця на українській станції «Академік Вернадський» [1], південніша культова будівля православної конфесії в світі;
- Церква снігів - християнська каплиця, яку використовують декілька конфесій, на станції Мак-Мердо, острів Росса;
- Церква Святої Трійці - російська православна церква на острові Кінг-Джордж (Південні Шетландські острови), неподалік від російської полярної станції Беллінсгаузен;
- Каплиця Пресвятої Діви Луханської - католицька каплиця на станції Марамбіо, острів Сеймор;
- Каплиця святого Франциска Ассизького - католицька каплиця на станції Есперанса, Антарктичний півострів;
- Каплиця святого Івана Рильського, болгарська православна каплиця на станції святого Климента Охридського на острові Смоленськ (Лівінгстон) - перша православна каплиця в Антарктиді;
- Церква Санта-Марія Рейну-де-ла-Пас - католицька церква в місті Villa Las Estrellas, провінція Антарктика-Чілена;
- Католицька каплиця, зроблена повністю з льоду, на станції Бельґрано II, земля Котса [2] - найпівденніша культова споруда у світі.

Міжнародна Антарктична програма передбачає будівництво католицької каплиці на станції станції Маріо Зуккеллі, в затоці Терра Нова, в той час як перша католицька каплиця, названа на честь Франциска Ассизького була побудована в 1976 році на аргентинській станції Есперанса . Найпівденніша християнська каплиця (і одночасно - сама південна культова споруда у світі) знаходиться на аргентинській станції Бельґрано II .
Хоча ці культові споруди відносяться до християнської конфесії, Церква снігів також використовується для буддійських і Бахайських церемоній.

## Церкви на субантарктичних островах

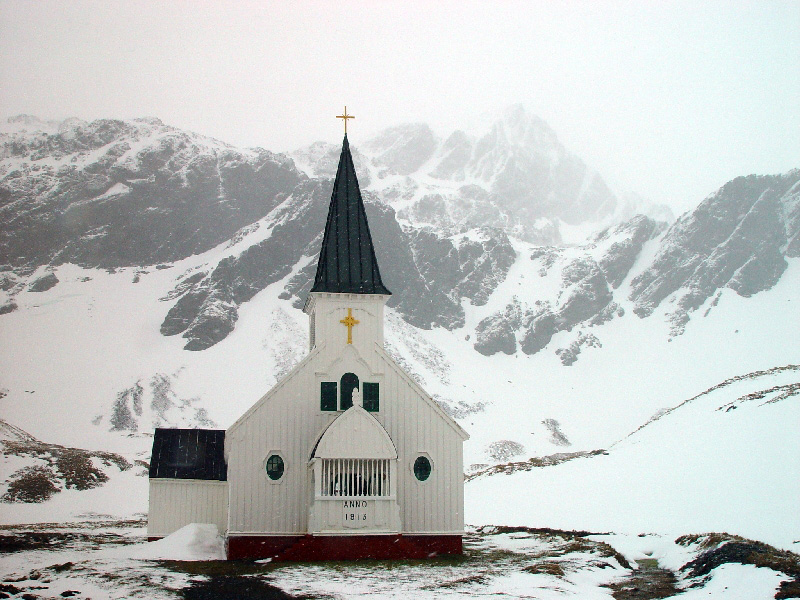
Норвезька лютеранська церква в Грютвікені

Є також церкви на двох островах, розташованих на північ від 60 ° пд.ш. (і, отже, не підпадають під юрисдикцію Договору про Антарктику).
- Нотр-Дам де Вент (Notre-Dame des Vents) в Порт-о-Франсе на головному острові архіпелагу Кергелен.
- Норвезька лютеранська церква - лютеранська каплиця в Грютвікені, Південна Джорджія (з 1913 року).

Каплиця в Грютвікені багато років перебувала в занедбаному стані, завдяки діяльності співробітників музею Південної Джорджії і волонтерів в 1996-1998 роках була відремонтована і в даний час в ній проводяться церковні служби та церемонії одруження .